# 阿里·本·阿比·塔利卜
阿里·本·艾比·塔利卜，簡稱阿里（阿拉伯语：عليّ بن أبي طالب；601年9月13日—661年1月28日）是先知穆罕默德（穆圣）的堂弟及女婿，在656年—661年統治阿拉伯帝国。穆罕默德開宗立派時，阿里也是首批接受啟示者之一，並將畢生奉獻給伊斯蘭教，是信士的典範，被稱為「安拉的雄獅」。
遜尼派穆斯林視阿里為第四任哈里发，也是正統哈里發时期的最后一位；什葉派穆斯林則視阿里為第一任伊瑪目，又視阿里及其後裔為穆罕默德的正統繼承者。阿里及其後裔都是穆罕默德祖系聖裔的成員。穆斯林社會因對穆罕默德繼承人身分的問題發生分歧而分成遜尼及什葉兩派，遜尼派認定是穆罕默德的岳父阿布·伯克尔被任命為他的繼承者（什葉派則是以穆罕默德的堂弟及女婿阿里·本·艾比·塔利卜為繼任者，也是第一個伊瑪目）。
第三任哈里發奧斯曼·本·阿凡被刺殺後，阿里被穆罕默德的门弟子選為哈里發，他在任內遇到有心人士蓄意製造的反抗及內戰。661年，他在庫法的清真寺進行禮拜時被叛亂分子刺殺，數天後逝世；當時跡象顯示公開反叛阿里的敘利亞總督穆阿維葉（前任哈里發奧斯曼堂侄）嫌疑最大，其之後亦篡奪阿里之位。阿里的逝世被視爲是對伊斯蘭教的重大損失，也給了心懷不軌的穆阿維葉篡奪權力，並迫害聖裔、剝奪其作為先知正統繼承者之地位的機會。
在伊斯蘭文化裡，阿里因其勇氣、知識、信念、正直、對伊斯蘭教不屈的奉獻、對穆罕默德的忠誠、平等對待所有穆斯林及對敵人的寬容而受人尊敬。阿里是古蘭經注釋、伊斯蘭教法學及宗教思想上的權威人士。阿里在幾乎所有蘇菲教團裡的地位崇高，他的影響力貫通整個伊斯蘭教史，是一位偉大的信士。

## 麥加時期

### 出生及童年

以單字书写穆罕默德（右）及阿里（左）名字的雙向圖

阿里的父親艾布·塔利卜·本·阿卜杜勒·穆塔里布是克爾白的管理者，是古萊什部落的一個分支哈希姆家族（Banu Hashim）的謝赫（长老），是穆罕默德的叔叔
。阿里的母親法蒂瑪·賓特·阿薩德（Fatima bint Asad）亦是哈希姆族人，故阿里是易卜拉欣之子伊斯玛仪的後裔。
許多的資料來源，包括什葉派的紀錄也證實，阿里是穆罕默德在世時唯一一個在麥加聖域克爾白裡出生的人，他和母親在那裡待了三天。不過，有一些來源卻爭論阿里是在克爾白外出生，而不是在克爾白裡。據傳，穆罕默德將阿里抱在手上，阿里出生後第一個看見的人就是穆罕默德。穆罕默德為他命名為阿里，意指「崇高的」。
穆罕默德與阿里的雙親關係親密，穆罕默德在成為孤兒及失去了祖父沙伊巴·本·哈希姆後，阿里的父親收納了他。阿里出生在穆罕默德迎娶了赫蒂彻的兩至三年後。阿里在五至六歲時，麥加城內外發生饑荒，影響了阿里父親的經濟狀況，阿里父親須獨力支撐一個龐大的家庭，穆罕默德遂將阿里帶到他的家族裡撫養。

### 接納伊斯蘭教
阿里人生的第二個階段始於610年以十歲之齡信奉伊斯蘭教，止於622年追隨穆罕默德到麥地那。穆罕默德收到啓示後，年僅十歲的阿里相信他，並信仰伊斯蘭教。根據伊本·伊斯哈格及其他的權威人士所說，阿里是第一位信奉伊斯蘭教的男子。史學家泰伯里補充，其他一些關於栽德及艾布·伯克尔的說法亦作出類似的主張，認為阿里是第一位穆斯林。一些歷史學家及學者則認為阿里是第一位穆斯林男子的說法不太可靠，因為他當時只是一個男童。
什葉派主張，阿里成為穆斯林前，沒有信仰過伊斯蘭兴起以前麥加的傳統宗教，這些傳統宗教被穆斯林視為多神教及異教，因此什葉教認為他保存了尊嚴，沒有在其他的偶像前跪拜。遜尼派對此亦持同樣的見解。
阿里不像其他的麥加人民一樣曾經是偶像崇拜者，因而他對伊斯蘭的信仰不被稱為「改宗」。他曾打破一些以易卜拉欣塑像為模所造的偶像，並質問人們為何要相信自我創造出來的東西。阿里的祖父沙伊巴·伊本·哈希姆及哈希姆家族的一些成員在伊斯蘭教出現之前都是一神論信仰的追隨者。

### 信奉伊斯蘭教後
穆罕默德用了三年時間秘密傳教，後來才公開傳教。據《古蘭經》所載，穆罕默德受安拉启示要引導親人归信伊斯蘭教，哈希姆部落不久後也信奉了伊斯蘭教。
據泰伯里、學者伊本·凯西尔、艾布·菲達所說，穆罕默德在一些受邀場合上宣稱，任何幫助他傳教的人都會是他的兄弟、他的代理人及繼承者。當時十三或十四歲的阿里願意幫助他。穆罕默德反覆宣示了三次，但只有阿里響應他，穆罕默德於是宣佈阿里是他的兄弟及繼承者，人民必須服從他。當時在場的包括阿里及穆罕默德的叔伯，阿卜杜勒·穆塔里布大笑，他說他須順從他的兒子，因阿里成為了他的埃米爾。這事件被稱之為告誡聖訓。
雖然在麥加經歷過穆斯林被迫害及杯葛哈希姆家族的事件，阿里仍一直支持著穆罕默德。

### 遷至麥地那
622年，穆罕默德遷居至叶斯里卜（今麥地那）。阿里曾經冒險裝作穆罕默德在穆罕默德的床上睡眠，以挫敗暗殺者的計劃，讓穆罕默德得以安全往麥地那逃生。根據一些聖訓，一首詩歌記載了阿里的犠牲精神：「在茫茫人海當中，他奉獻他的生命來換取安拉的寬慰。」阿里在該次暗殺陰謀裡得以倖存，但他為了執行穆罕默德的指示而再次犯險：「歸還所有託給穆罕默德的一切財產予所有人」。
穆罕默德起程前往麥地那後不久，阿里與他的母親、穆罕默德的女兒法蒂瑪及另外兩名婦女趕往麥地那。

## 麥地那時期

### 穆罕默德時代
阿里在移居至麥地那時年約二十二至二十三歲，穆罕默德在夥伴當中挑選出一些人成為他的聖伴，阿里是其中一員。
穆罕默德在麥地那領導群眾的十年裡，阿里作為他的副手及代理人表現活躍，又在軍中任職，在戰事裡經常帶領戰士衝鋒陷陣，傳達信息及命令，幾乎參與了所有保衛穆斯林社會的戰事。阿里是穆罕默德部下的將軍，又是他的女婿，在穆斯林社會裡建立了不可動搖的權威。

#### 家庭
在623年，穆罕默德向阿里說，真主安拉命令他將女兒法蒂瑪許配給阿里。穆罕默德對法蒂瑪說：「我已經將你許配給家族裡我最愛的人」。阿里的家庭時常被穆罕默德祝福讚美，穆罕默德在一些場合如宗教、佈道、辯論等稱他們是聖裔。他們在《古蘭經》裡被多次讚美。
阿里與穆罕默德的獨女法蒂瑪共育有四名孩子，他們的兩名兒子哈桑及侯賽因被穆罕默德引以為他的男性後裔，授以「乐园里青年的領袖」的稱號。
他們只過著艱辛的簡單生活。縱觀他們的生平，阿里沒有積累財富，生活貧困。阿里是一位運水及汲水工人，法蒂瑪是一位穀物的研磨工人，他們家裡經常都沒有儲糧。有一天法蒂瑪對阿里說：「我會一直磨到我的雙手長滿水泡。」阿里回應道：「我會一直汲水，直至我胸口疼痛。」
阿里及法蒂瑪的夫婦關係一直維持到法蒂瑪逝世。雖然一夫多妻是被允許的，但阿里在法蒂瑪在生時卻沒有迎娶其他人。他們的婚姻對所有穆斯林來說具有特殊的意義，因為這是穆罕默德身邊神聖人物的婚姻。法蒂瑪逝世後，阿里才迎娶其他人並生下了其他的孩子。他的第三子是与哈乌拉·哈乃菲亚生下的穆罕默德·伊本·哈乃菲亚。

#### 戰役

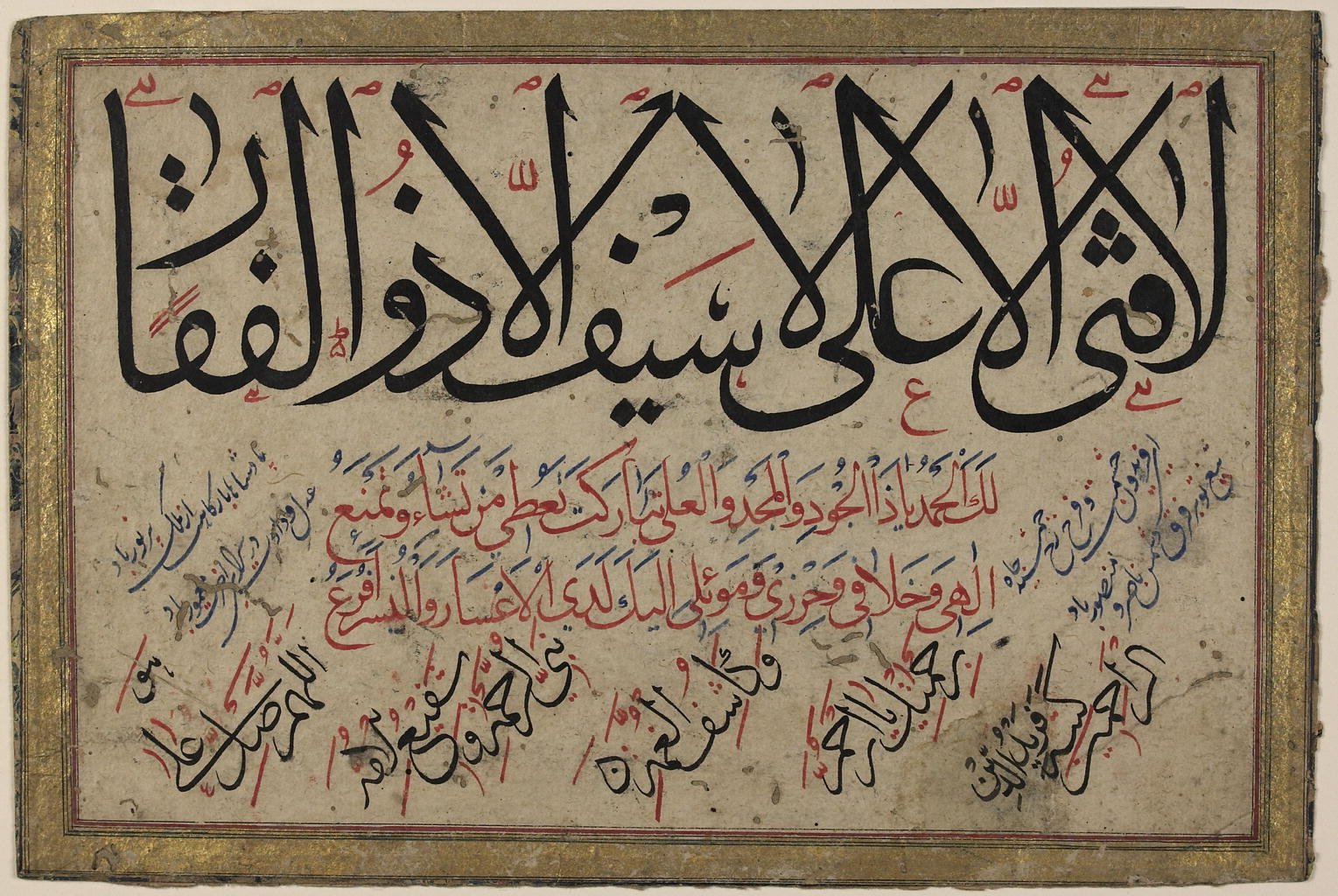
以阿拉伯語書寫著：「沒有任何青壯比阿里更英勇，沒有任何刀劍比佐勒菲卡爾（阿里的佩劍）更鋒利。」

除了塔布克戰役外，阿里都參與了所有為伊斯蘭而戰的戰役及征戰。他在這些戰役裡除了作為旗手外，還帶領戰士衝鋒陷陣。
在624年的白德爾之战裡，阿里首次以戰士的身分作戰，他擊敗了伍麦叶家族的瓦利德·本·烏特巴。據一些穆斯林的傳說所述，阿里在是役殺了二十至三十五名敵人，大部分都認為他殺了二十七人。
阿里在戰場上使用一把名為佐勒菲卡爾（Zulfiqar）的分叉劍。他在吴侯德之战裡表現突出，在大部分穆斯林軍隊戰敗逃亡後，阿里保護著先知穆罕默德，因而有「沒有任何青壯比阿里更英勇，沒有任何刀劍比佐勒菲卡爾更鋒利」之說。阿里在海白尔之战裡是穆斯林軍隊的指揮官，此战後先知穆罕默德將「安拉的雄獅」的稱號授予阿里。在630年的侯奈因之戰裡，他同樣保護著先知穆罕默德。

#### 伊斯蘭教的使命
穆罕默德指定阿里為古蘭經的其中一名书记员，古蘭經是在過去二十年由安拉向穆罕默德启示的。伊斯蘭教開始向整個阿拉伯擴散開去，阿里協助制定伊斯蘭教的教法，他又受命擬定侯代比亞和約，這是628年穆罕默德與古萊什簽訂的和約。阿里深受穆罕默德信賴，常為穆罕默德傳達訊息及指令。630年，阿里在麥加的一次朝觐仪式上誦讀了古蘭經的一部分，那一部分宣佈了穆罕默德及穆斯林社會不再受早前與阿拉伯多神教簽訂的盟約約束。在630年征服麥加時，穆罕默德要阿里保證這個過程要兵不血刃，又命令阿里要打破所有奧斯、哈兹拉吉、泰伊等部落的偶像，還要淨化被蒙昧時代多神教所污染的克爾白。翌年，阿里前往也門傳教。他還負責解決了多次部落的紛爭及平定了反叛。

#### 宗教辯論
根據聖訓，在631年，一個來自奈季蘭地區（今也門北部，部分屬沙特阿拉伯所有）的阿拉伯基督徒使團會見穆罕默德，跟他辯論基督教及伊斯蘭教有關耶穌的教義，探討哪一方在爭議先知爾撒（耶穌）是神之子的問題上出錯，伊斯蘭教認為爾撒未必是神之子：「爾撒確是像阿丹一樣的。他用土創造阿丹……」，穆罕默德說他們應「召集我們各自的孩子，我們的婦女和你們的婦女，我們的自身和你們的自身，然後讓我們祈禱安拉棄絕說謊的人」。穆罕默德為了證明他是先知，他攜同阿里、法蒂瑪、孫兒哈桑及侯賽因一起拜見基督徒使團，又為他自己及他的家人披上斗篷。伊斯蘭哲學思想家阿拉梅赫·塔拜塔貝（Allameh Tabatabaei）在《米贊經注》（Tafsir al-Mizan）裡提到經文裡的「我們」是指穆罕默德和阿里，他又引述第八任什葉派伊瑪目阿里·里達與阿拔斯王朝哈里發馬蒙的討論，引證穆罕默德的後輩較其他穆斯林優秀，以此證明安拉使阿里與穆罕默德的本性相似，阿里因而應有哈里發的繼承權。

#### 蓋迪爾胡木

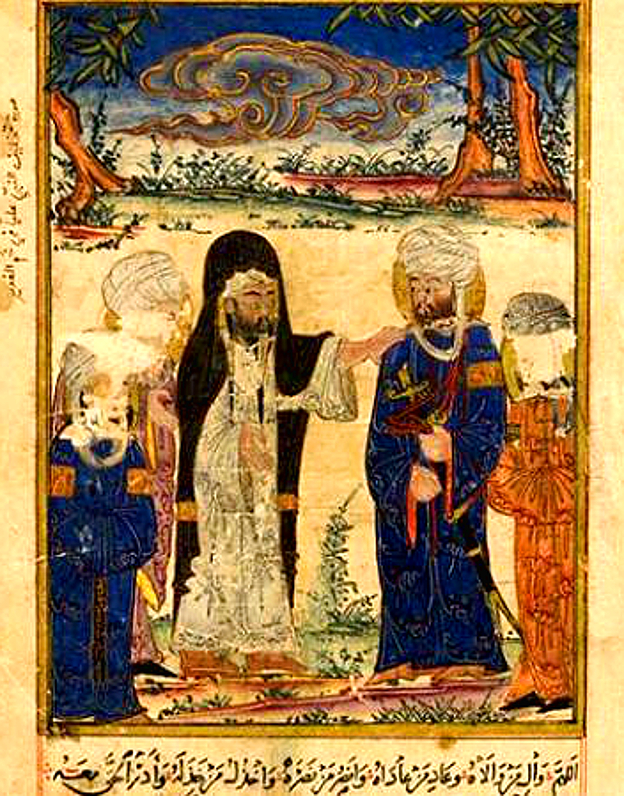
在蓋迪爾胡木對阿里的任命。

穆罕默德在632年辭朝回來後，他就有關阿里成為他的繼承人的說法引發了遜尼派及什葉派的爭議。當時穆罕默德在蓋迪爾胡木停止前進，聚集了返途當中的朝聖者並發表講話：
|  | 信士們，我也是常人，我從安拉處接受了啓示並將會蒙受安拉的召喚，我會留下兩件重要的事物給你們：第一是安拉的经典，它會引導你們邁向光明，你們應該牢牢地把安拉之書放在懷裡，時刻信奉它……第二是聖裔的成員，我在此提醒你們要履行對他們的義務。 |

什葉派及遜尼派都認同先知穆罕默德的這段講話，但他們在解說上卻出現差異。
一些遜尼派及什葉派的資料指出，先知穆罕默德在演說裡又讓阿里站在他的身邊，並握著他的手高舉說到：
|  | 我是所有信士的毛拉，阿里也是。 |

什葉派認為這一聲明正是任命阿里作為穆罕默德的繼承人及第一任伊瑪目；遜尼派則認為這只是穆罕默德表達他與阿里的親密關係，以及對堂弟及女婿在他逝世後承擔家族的期望。許多蘇菲主義者則解釋為穆罕默德將他的宗教權力轉移給阿里，他們視阿里為瓦利（贤人，次于先知，高于普通人者）。
阿里以這個聖訓為依據，在後來堅持他應得的宗教權力，不屈服予艾布·伯克尔及歐麦爾。

### 穆罕默德的繼承權

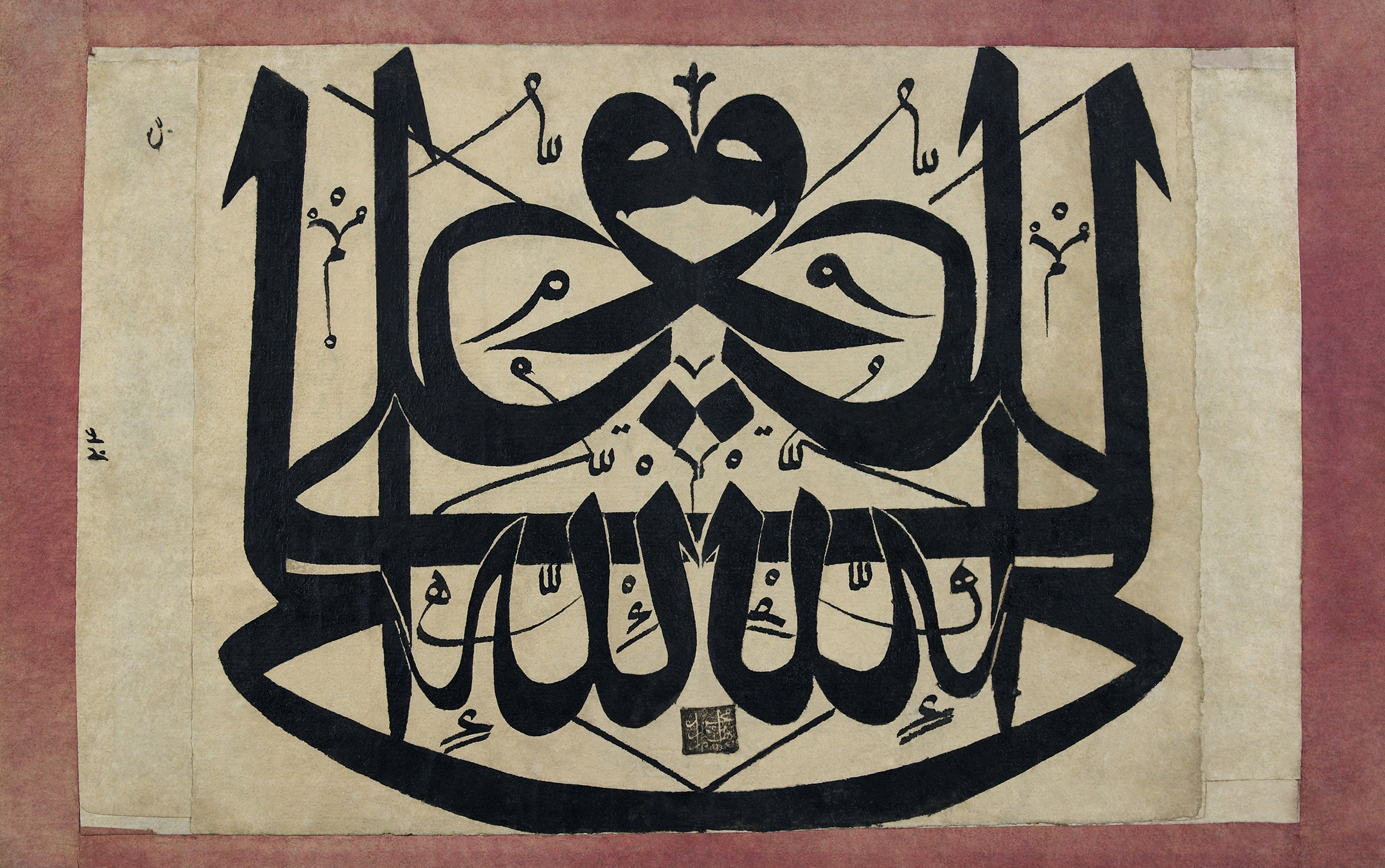
十八世紀以奥斯曼帝國書法寫成的鏡像書寫，指「阿里是安拉的代理人」。

穆罕默德在後半生將阿拉伯部落整合為單一的穆斯林宗教政體，穆罕默德在632年逝世，引發了繼承穆斯林領袖的爭議。阿里及穆罕默德的家人將穆罕默德的遺體洗淨準備下葬，同時在一些穆斯林參與的塞基法會議上，一位穆罕默德的親密夥伴提名艾布·伯克尔為穆斯林社群的領袖，其他人都紛紛附議，艾布·伯克尔於是成為首任哈里發。一些穆罕默德的夥伴爭論阿里早已被穆罕默德指定為繼承人。
艾布·伯克尔當選為哈里發後，他與歐麦爾及一些同夥來到法蒂瑪的房子，以獲取阿里及其支持者的宣誓效忠。有資料提出歐麦爾曾威脅要放火來迫使他們出來向艾布·伯克尔效忠，歐麦爾後來果然點燃房屋，並把被焚毀的門戶推向法蒂瑪。阿里見狀後提劍而出，但迅即被歐麦爾及其同伴拌倒，劍亦被奪去，法蒂瑪激動地表示她會「展露她的頭髮」（阿拉伯女性只會在最危急的情況下才會展露頭髮），艾布·伯克尔動容並撤走。據說阿里當時曾說如果有四十人站在他的身邊，他會作出抵抗。艾布·伯克尔成為哈里發既成事實，阿里堅持不會在法蒂瑪在生時向艾布·伯克尔作出效忠誓言。阿里沒有高調地主張他的權利，因為他不願意看到穆斯林社會的內鬥。
這事件使穆斯林分裂成遜尼派及什葉派兩大陣營。遜尼派主張穆罕默德從來沒有指定繼承人，艾布·伯克尔是穆斯林選舉出來的第一任哈里發，並承認四大哈里發是穆罕默德的正統繼承者。什葉派相信穆罕默德在蓋迪爾胡木明確地指明阿里是他的繼承者，穆斯林的領導權應歸阿里所有，這是安拉的旨意。
遜尼派及什葉派就阿里對艾布·伯克尔及另外兩名繼承人歐麥爾及奧斯曼·本·阿凡的取態上亦存在分歧。遜尼派認為，阿里應接受及支持他們的統治；什葉派則說，阿里已經與他們保持距離，專注於履行穆罕默德的宗教遺志。遜尼派又指出，如果阿里是安拉授命的正統繼承人，他理應領導穆斯林民族對付他們（艾布·伯克尔、歐麦爾及奧斯曼），直到落實他的使命，而什葉派就爭論，阿里沒有向艾布·伯克尔等人抗爭，是因為阿里沒有武裝力量在手，如果他真的向他們抗爭，穆斯林將會爆發內戰，而阿里也相信他不需要透過鬥爭來履行伊瑪目的角色。
因他與穆罕默德有親密的關係，交際親和及伊斯蘭教的知識廣博，再加上他的功績彪炳，阿里對哈里發的正統性令人信服。他向艾布·伯克尔表示，他延遲了發表效忠誓言是因為他對他的權利存有信念，即使阿里最終向艾布·伯克尔、歐麥爾及奧斯曼表示效忠時，他也沒有改變他的信念，他這麼做只是為了伊斯蘭教的完整統一，當時有許多的穆斯林已離他而去。
根據歷史記載，阿里仍主張他的哈里發權利，他說：
|  | 我敢向安拉發誓，艾布·古哈法之子以哈里發自居，他一定知道我的身份與哈里發有所關聯，那就正如軸心與磨粉機的關係……我終止了與哈里發的對立，並使之保持距離…… |

### 遺產繼承
穆罕默德逝世後，他的女兒法蒂瑪要求艾布·伯克尔交還屬於他們的財產及斐得克（Fadak）及海白尔綠洲，但遭到艾布·伯克尔拒絕，他告訴法蒂瑪，先知沒有任何財產，斐得克是屬於穆斯林的。艾布·伯克尔又對她說：「安拉的使者說，他們沒有繼承人，他們留下的只有施捨」艾布·伯克尔要法蒂瑪證明她的說法，阿里及烏姆·艾曼都證實穆罕默德將這些財產授予法蒂瑪。法蒂瑪感到惱怒，不再跟艾布·伯克尔談話，她這種姿態一直維持至她逝世。
法蒂瑪逝世後，阿里在歐麦爾時期也想索回法蒂瑪的遺產，但亦被同樣的理由拒絕。繼承艾布·伯克尔的哈里發歐麦爾將他們在麥地那的不動產交還給阿拔斯·本·阿卜杜勒·穆塔里布·本·哈希姆及阿里，而斐得克及海白尔的財產則依然是國家財產。

### 穆罕默德逝世後
在632年穆罕默德逝世至奧斯曼·本·阿凡在656年被刺殺期間，阿里沒有參與過任何的戰役，也沒有擔當任何的職務。在他的妻子法蒂瑪逝世後，他沒有再參與政治事務，他專注於伺候家人，成為一名農夫。阿里在麥地那附近開挖了許多的水井及建造園林，供公眾使用。這些水井在現今被稱為阿里之井。
穆罕默德逝世六個月後，阿里編排了古蘭經的定本，稱為穆斯哈夫（Mus'haf）。定本完成後由駱駝運往麥地那的其他麥地那的民眾手上。這個穆斯哈夫的時序不同於奧斯曼·本·阿凡時期匯集而成的版本。雖然有些民眾不接受阿里所編的穆斯哈夫，但阿里並不反對標準化的穆斯哈夫。

### 阿里與正統哈里發
阿里一直沒有向艾布·伯克尔宣誓效忠，直到他的妻子法蒂瑪逝世。他參加了艾布·伯克尔的葬禮，但他並沒有參與里達戰爭。
阿里向歐麥爾·本·哈塔卜宣誓效忠，成為歐麥爾可靠的顧問。歐麥爾倚重阿里，委任他為麥地那的審判長。阿里建議歐麥爾以希吉来（穆罕默德遷至麥地那）的時間作為伊斯蘭曆的開端，歐麥爾考慮了當中的政治及宗教因素後接納了建議。
歐麥爾又指定阿里為第三任哈里發選舉會議的成員。阿里是兩名主要候選人的其中一人，但選舉安排對他不利，薩阿德·本·瓦嘎斯與阿卜杜勒·拉赫曼·本·奧夫有血緣關係，而奧斯曼則是阿卜杜勒·拉赫曼的連襟，所以兩人自然傾向支持奧斯曼，歐麥爾亦投票支持奧斯曼。阿卜杜勒·拉赫曼向阿里開出條件，要阿里必須依據古蘭經、穆罕默德的功行及前兩位哈里發所建立的慣例統治，他才支持阿里成為哈里發。阿里拒絕了他開出的第三個條件，而奧斯曼則接納了這些條件。據《辭章之道評註》所說，阿里當時強調了他在伊斯蘭教的重要性，但大部分的選舉人都支持奧斯曼，阿里只得接受。

### 圍攻奧斯曼
奧斯曼·本·阿凡對其親族阿卜杜·舍姆斯家族過於寬容，加上被認為苛刻對待最早期的夥伴如艾布·吉爾·基法里（Abu Dharr al-Ghifari）、阿卜杜拉·伊本·買斯歐德（Abd Allah ibn Mas'ud）及阿馬爾·伊本·亞西爾（Ammar ibn Yasir），引起人們的憤慨。不滿情緒及反抗在650年至651年間於帝國的大部分地區浮現，對他的政權及政府的不滿在阿拉伯半島內外蔓延。奧斯曼的親屬，特別是麥爾旺一世掌權後，一些較為著名的夥伴，包括選舉議會的成員轉而不再支持，甚或反對奧斯曼，以對他施加壓力，試圖改變他的行事方式及減弱其親屬的影響力。
此時，阿里沒有直接反對奧斯曼，而是起了抑制的作用。他多次表示不同意奧斯曼對規定的運用，並曾經公開地表示對艾布·吉爾·基法里的同情及支持阿馬爾·伊本·亞西爾。他向奧斯曼轉達了夥伴們的批評，並代表奧斯曼作為磋商者與一些地方反對者進行交涉。阿里與奧斯曼家族似乎因此事而產生猜疑。
歷史學家對於阿里與奧斯曼的關係存有爭議。雖然阿里已向奧斯曼宣誓效忠，但他對奧斯曼的一些政策存有異議。特別是，他在宗教法上的意見與奧斯曼相左，他堅持在一些情況下，宗教刑罰必須要執行，如歐拜德·阿拉·伊本·歐麥爾及瓦利德·伊本·奧卡巴。在650年朝覲期間，阿里在奧斯曼面前指責他更改了禮拜儀式，奧斯曼稱他會利用任何在信仰上他所需的東西，阿里驚呼在這種情況下哈里發應受到制止。阿里竭力於保護夥伴免受哈里發苛待，如阿卜杜拉·伊本·買斯歐德。因此，一些歷史學家認為阿里即使不是最主要的反對者，也是奧斯曼反對者裡的其中一個主要人物，因為阿里是奧斯曼倒台的最大得益者。伊斯蘭學者威尔弗雷德·马德隆不同意他們的觀點，他認為阿里實際上得不到古萊什部落支持成為哈里發，再者沒有證據證明阿里與那些支持他的奧斯曼反對者有親密的關係，或證明阿里引導他們。另一些資料則說阿里透過制約，而不是直接反對來發揮影響力。馬德隆引述麥爾旺一世對阿里的孫兒宰因·阿比丁所說的話：
|  | 對我主的態度，沒有人（在伊斯蘭名人當中）比你的爺爺更溫和。 |

## 哈里發

阿拉伯帝國在四大哈里發時期不同階段時的領土。
阿拉伯帝國實際控制
阿拉伯帝國附庸
656年至661年內戰時穆阿维叶一世控制
658年至661年內戰時阿姆爾·伊本·阿斯控制

### 當選哈里發
阿里在656年至661年間出任哈里發，這是伊斯蘭教史裡最動盪的時期之一，可以第一次伊斯蘭內戰來概括。
奧斯曼被刺殺意味著反對者須選出新一任的哈里發。反對者已分成多個陣營，當中包括遷士、輔士、埃及人、庫法人及巴士拉人，三名候選人分別是阿里、泰勒哈（Talha ibn Ubayd-Allah）及祖白爾（Zubayr ibn al-Awwam）。反對者接觸阿里，要求他接受哈里發之位，一些穆罕默德的同伴亦嘗試說服阿里接受職位，但他拒絕了這個請求，認為自己應擔當顧問，而不是首長。
泰勒哈、祖白爾及其他的圣门弟子也拒絕了反對者的提議。反對者警告，麥地那的居民必須要在一天內選出哈里發，否則他們將會採取更激烈的行動。為求打破僵局，穆斯林在656年6月8日聚集在麥地那先知寺（Al-Masjid al-Nabawi）以委任哈里發。阿里起初仍不願意接受，因為他最有力的支持者都是叛亂份子，但當其他的夥伴及麥地那的居民都表態催促他接受時，他才接納。據史學家艾布·米赫納夫（Abu Mekhnaf）引述，脫勒哈是第一個向阿里發誓效忠的夥伴，另一些引述則認為他們是被迫向阿里宣誓效忠的，泰勒哈及祖白爾都是不情願地支持他。阿里駁斥這種說法，強調他們是自願承認他為哈里發。維爾法特·馬德隆認為，阿里沒有迫使人們要向他宣誓，他們是在清真寺裡公開宣誓的。
絕大多數的麥地那居民及叛亂者都向阿里宣誓，有一些重要的部落及人物卻沒有這樣做。奧斯曼的伍麦叶家族逃到黎凡特，拒絕承認阿里是正統的哈里發。薩阿德·本·瓦加斯不在場，阿卜杜·阿拉·伊本·歐麥爾（`Abd Allah ibn `Umar）也沒有宣誓，但兩人向阿里保證，他們不會對抗他。

### 哈里發的統治
阿里牽涉在內的爭執都保存在一些宗派史料裡，這些資料往往存有偏見。不過，史料來源都普遍同意阿里是一個極度虔誠的人、獻身於伊斯蘭教的事務及據《古蘭經》及聖行而來的法律規則。因他所負的宗教職責，他毅然向犯錯的穆斯林開戰。這些史料也大量記載了他的樸素、嚴格遵守宗教職責及行事公正。有一些人則認為他缺乏政治手腕及靈活性。
在阿里當選為哈里發之前，漢志等地區的局勢不穩，阿里領導的阿拉伯帝國將領土擴張，疆域最大時西至埃及，東及伊朗高原。阿里上任後，他撤走了奧斯曼委任的地方官員，以他那些可靠的助手取代。阿里的顧問穆吉拉·伊本·舒巴（Mughira ibn Shu'ba）及阿卜杜拉·伊本·阿巴斯（`Abd Allah ibn `Abbas）都勸說阿里要謹慎地統治，阿里不從。馬德隆認為，阿里對於他的權利及宗教使命深信不疑，他不願意因政治上的權宜之計而妥協，他已經準備與一些具有壓倒性優勢的敵人作戰。奧斯曼的親屬穆阿維葉一世及累范特的統治者都拒絕執行阿里的命令。
阿里成為哈里發後向麥地那的群眾說，穆斯林政體受盡糾紛及不和的折磨，他想肅清所有邪惡。他請求全體人民的言行要像真正的穆斯林，並警告他不會容忍煽動叛亂及被定罪的叛亂分子。阿里收回了奧斯曼封贈的土地，並誓言會收回所有在選舉前封贈的土地。阿里反對首都中央集權控制地方的財政收入，他贊成所收取的稅項及戰利品平等分發給各地方，又會與它們分享國庫的收益。阿里謹慎迴避裙帶關係，包括他的兄長阿基爾·本·阿比·塔利卜（Aqeel ibn Abi Talib）。這些都是阿里的穆斯林平等對待政策，以回饋穆斯林在早年為伊斯蘭教投身及戰場上的功績。
在巴斯拉戰役後，阿里建立了一個廣泛的聯盟。稅收及戰利品平均分配的政策得到穆罕默德夥伴的支持，特別是輔士。輔士們在穆罕默德逝世後由古萊什領導他們，他們正在尋求伊斯蘭宗教的領導。這個多樣性的聯盟得以建立似乎可歸功於阿里的領袖氣質。這個聯盟被稱為「什葉阿里」，指「阿里的黨派」。不過，阿里在成為哈里發後，大部分支持他的人都是基於政治因素，而不是宗教因素而支持他，部分人也認可阿里的宗教領導。

### 第一次伊斯蘭內戰
阿伊莎、泰勒哈、祖白爾及伍麦叶王朝的穆阿維葉一世想為奧斯曼之死報復，懲治殺死他的叛亂者。阿里沒有懲治殺害奧斯曼的凶徒及叛亂者，他們因此而攻擊阿里。不過，一些歷史學家相信，他們以此為藉口尋求政治上的利益，作為哈里發的阿里與他們的利益構成了衝突。另一方面，叛亂者稱奧斯曼是正當被殺的，他沒有按照古蘭經及聖行來管治，因此不存在報復的理由。史學家對阿里在這事件上的處境意見不一。一些人認為阿里沒有足夠的實力控制及懲處叛亂者，另一些人則認為阿里同意叛亂者的觀點，也不認為奧斯曼是正當的統治者。
在這種情況下，宗派分裂並造成伊斯蘭教史裡的第一次內戰。一些穆斯林被稱為奧斯曼尼斯（Uthmanis），也称逊尼派。他們認為奧斯曼是正統正當的伊斯蘭領袖，他是被非法殺害的，因此他們認為哈里發之位仍待定，直到阿里遭到報復並選出新的哈里發，阿里只是異教徒的首領。支持阿里的黨派（什叶派）則認為，奧斯曼犯了過錯，他拒絕改變他的行事方式及辭任，故他已經喪失了哈里發之位，而且被正當地處死，阿里才是真正的伊瑪目，與阿里作對的人就是異教徒。穆斯林不能解決正統哈里發之位誰屬的紛爭，內戰更使穆斯林永久地決裂。
奧斯曼·本·阿凡被刺殺隨即爆發了第一次伊斯蘭內戰（656年－661年），在阿里在位時一直持續，內戰在穆阿維葉一世就任哈里發時告終。這次內戰（又稱菲特納）標誌著伊斯蘭國家的統一狀態終結。阿里的敵人以脫勒哈、祖白爾及穆罕默德的妻子阿伊莎為首，他們被阿里一方稱為違抗者。他們在麥加聚集，向巴士拉進發，希望能夠動員伊拉克人民，以獲得必要的兵力及資源。叛軍攻克巴斯拉，殺害了許多人，他們拒絕向阿里效忠。656年，兩軍相遇並爆發巴士拉戰役（駱駝之戰），阿里旗開得勝。
阿里委派伊本·阿巴斯管治巴士拉，將首都遷至庫法，庫法是伊拉克城市，有穆斯林駐守。庫法位於伊斯蘭領土的中央，戰略地位重要。
後來，阿里又受到黎凡特統治者、奧斯曼親屬穆阿維葉一世的反對，他拒絕向阿里效忠，並呼籲穆斯林要為奧斯曼復仇。阿里與他公開談判，希望能夠得到他的效忠，然而穆阿維葉一世堅稱累范特是自治的，又動員他在累范特的支持者，藉詞他的代表團沒有參與阿里的哈里發選舉而拒絕向阿里宣誓效忠。兩軍在隋芬駐紮了超過百日，大部分的時間都花在談判上。雖然阿里一直都與穆阿維葉一世有多次的書信往來，然而他既不能把他免職，又不能說服他效忠。657年，小規模的衝突終演變成隋芬之戰。一星期後發生了被稱為「喧鬧之夜」（laylat al-harir）的激戰。正當穆阿維葉一世的軍隊被擊潰之際，阿姆魯·伊本·阿斯（Amr ibn al-Aas）建議穆阿維葉一世讓士兵在矛頭上懸掛穆斯哈夫（寫有《古蘭經》經文的羊皮或副本），使阿里的軍隊陷入混亂及分歧。阿里雖然看穿了敵軍的計謀，但其部下裡只有少數人願意繼續戰鬥下去。
雙方最終同意透過仲裁來解決關於哈里發的爭議，阿里軍中大部分人都拒絕再作戰，這是阿里接受仲裁方案的決定性因素。不過，仲裁人时代表阿里还是庫法人的爭論進一步使阿里軍隊出現分化。阿什阿特·伊本·卡伊斯等人反對阿里提名的阿卜杜拉·伊本·阿巴斯及馬利克·阿斯塔（Malik al-Ashtar），堅持阿布·穆薩·阿沙里（Abu Musa Ashaari）應成為仲裁者，但卻不被阿里接受，因他在之前曾阻止人們支持阿里。阿里被敦促接納阿布·穆薩為仲裁者。一些在後來被稱為哈瓦利及派的阿里支持者不滿於仲裁的決定並造反，使阿里要在拿赫鲁宛之戰（Battle of Nahrawan）裡與他們為敵。仲裁使阿里聯盟瓦解，一些人認為這就是穆阿維葉一世的意圖。
翌年，穆阿維葉一世的軍隊入侵并掠奪伊拉克城市。阿里部下的統治者無法制止穆阿維葉一世的攻勢，人民也不支持阿里與他們戰鬥。穆阿維葉一世重新征服了埃及、希贾兹、也門等地區。在阿里擔任哈里發的最後一年，庫法及巴斯拉人民逐漸轉而支持阿里，因穆阿維葉一世惡性的戰爭行為揭示了他的統治本質。不過，人們對阿里的態度仍有所不同，只有少部分人相信阿里是繼穆罕默德後最優秀的穆斯林，是唯一具有統治資格的人。大部分人都是因不信任及反對穆阿維葉一世而支持阿里。

### 施政方針
馬利克·阿斯塔被阿里指派為埃及的統治者，從阿里對馬利克·阿斯塔的指示裡可得知他的施政理念。這指示被穆斯林、甚至是非穆斯林視為理想的伊斯蘭統治法規，內裡詳細敍述了統治者的權利義務、國家的各種職能及當時社會的主要階層。
|  | 阿里寫給馬利克·阿斯塔的指示： 以你的憐憫、慈愛及仁慈之心對待你的國民，不要像一頭貪婪的野獸般面對他們，把他們當作軟弱的獵物。他們在宗教上是你的弟兄們，在構造上與你無異。過失會使他們失察，缺陷會打垮他們，他們會有意或無意地犯下邪惡的行為。原諒並寬恕他們，就像你希望真主原諒並寬恕你一樣。你在他們之上，任命你的人在你之上，而真主則在任命你的人之上。真主要你滿足及實現他們的所求，祂正在考驗你和他們。 |

阿里的國民大多是遊牧民族及農夫，故阿里亦重視農業。他指示馬利克要注意開發土地多於收取稅項，要開發了土地才能收取稅項。不開發土地而收取稅項的人會破壞這個國家及人民。

### 逝世

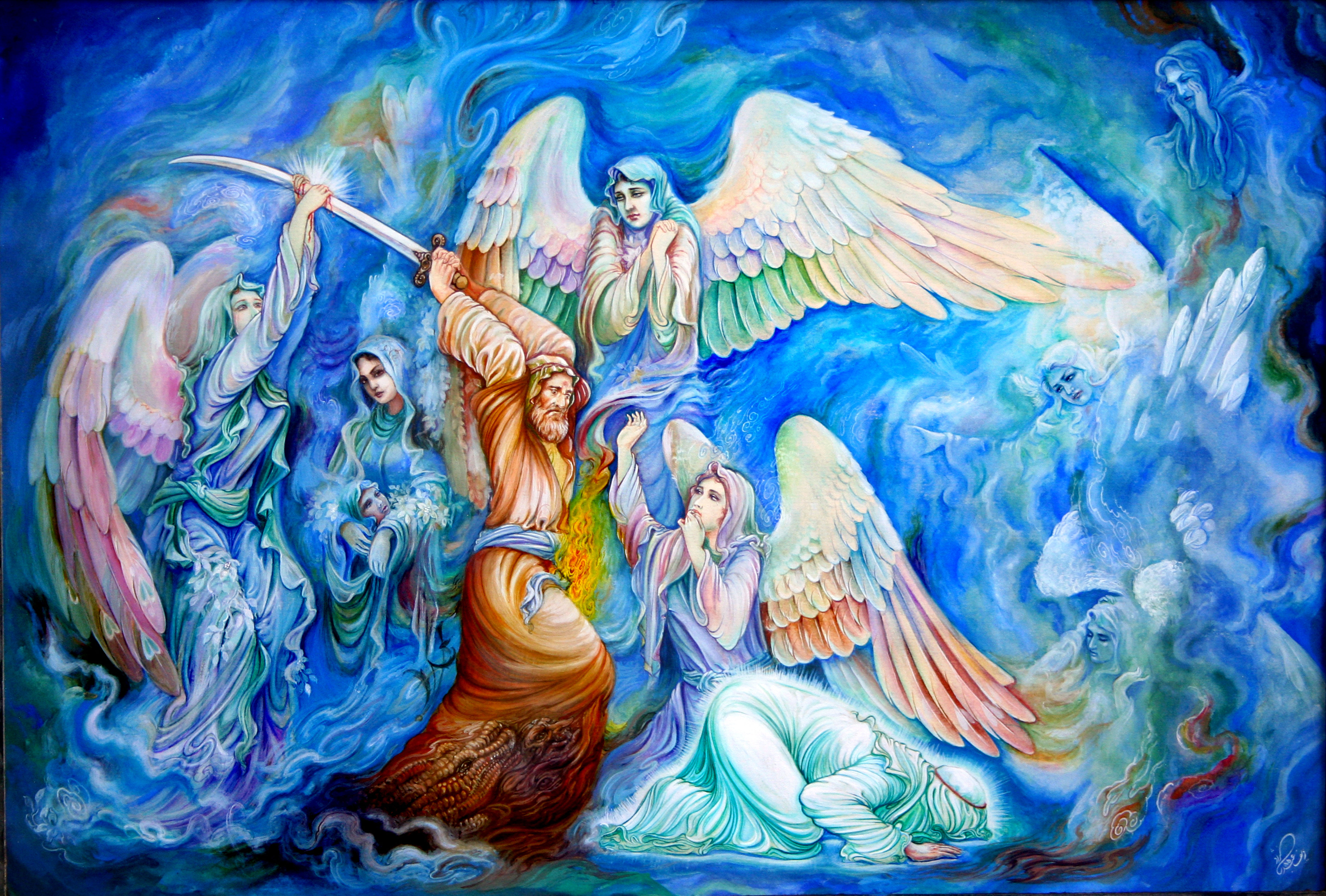
殺害ali ibn abi talib - 繪畫：Yousef Abdinejad

661年賴買丹月的19日，阿里在庫法的一所清真寺內進行禮拜，哈瓦利及派的阿布杜·拉赫曼·伊本·穆勒傑姆（Abd-al-Rahman ibn Muljam）以一柄淬毒的刀劍行刺阿里。阿里被毒劍所傷，在兩天後逝世。
阿里叮囑他的兒子們不要攻擊哈瓦利及派，即使是哈瓦利及派的成員殺害了他。阿里向其子哈桑說，如果他能夠倖存，他會原諒伊本·穆勒傑姆並釋放他。如果阿里逝世，伊本·穆勒傑姆應被給予同樣的一擊，不管他會否因此而死，就正如他給予阿里的一擊一樣。因此，哈桑履行基沙斯（Qisas，等量報復），對伊本·穆勒傑姆給予同樣的一擊。
据黎巴嫩作家乔治`宰丹的伊斯兰历史小说《斋月十七》描述:伊本·穆勒傑姆使用的是一把带毒的剑，阿里最后因此死去。伊本·穆勒傑姆被抓获后处以火刑。

### 喪葬

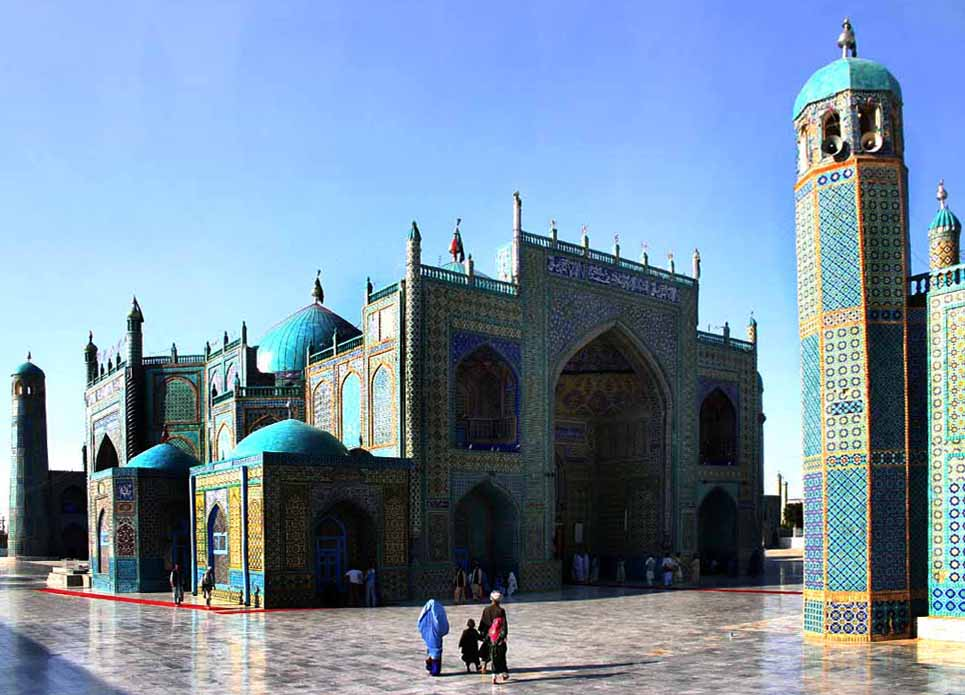
位於阿富汗馬扎里沙里夫的哈札特阿里清真寺（藍色清真寺），少數穆斯林相信阿里葬在這裡。

據神學家謝赫·穆菲德（Al-Shaykh Al-Mufid）所述，阿里不希望他的墓地被敵人褻瀆，因而要求他的朋友及家人把他秘密安葬。秘密墓地在阿拔斯王朝哈里發時期被阿里的後裔、第六代什葉派伊瑪目贾法尔·萨迪克（Ja'far al-Sadiq）發現。大多數的什葉派穆斯林認為阿里被葬在現今納傑夫伊瑪目阿里清真寺裡。
此外，一些阿富汗人卻稱阿里的遺體葬在阿富汗城市馬扎里沙里夫的哈札特阿里清真寺（Shrine of Hazrat Ali）。

## 餘波
阿里逝世後，庫法的穆斯林無爭議地向他的長子哈桑宣誓效忠，阿里曾在多個場合表明只有穆罕默德聖裔成員才有管治穆斯林社會的資格。同時，穆阿維葉一世掌控著埃及和累范特，作為穆斯林帝國擁有最強兵力的指揮官，他自稱為哈里發，又驅軍挺進伊拉克，進逼哈桑。
穆阿維葉一世大灑金錢及作出虛假的承諾，逐漸策反哈桑麾下的將軍及指揮官，直至他們對哈桑造反。哈桑被迫委曲求和，將哈里發之位讓予穆阿維葉一世，穆阿維葉一世終篡奪了伊斯蘭哈里發，又以一切可行的方法壓迫阿里家族及什葉派。會眾禮拜例行的詛咒阿里成為了重要的慣例，一直持續了六十年才被倭馬亞王朝哈里發欧麦尔二世廢止。穆阿維葉一世成立的倭馬亞王朝是一個中央集權的政體。
馬德隆寫道：
|  | 倭馬亞王朝的高壓、暴政及鎮壓使支持阿里的少數人變為多數人。在後世的記憶裡，阿里成為理想的大主教。倭馬亞王朝僭稱伊斯蘭的正統主權國及地球上真主的副攝政，加上在倭馬亞那個變節、專橫及制造不和政府面前，人們皆理解到阿里的忠誠、對伊斯蘭管治所作出的不屈貢獻、他的一片丹心、平等地對待所有的支持者以及寬容對待敵人的雅量。 |

## 知識學問
阿里不單因作為一名戰士及領袖而受人尊敬，作為一個作家及宗教權威人士的他同樣備受尊敬。凱拉姆學（Kalam，教義學）、經注學以至書法及數秘術、由律法、神秘主義以至阿拉伯語語法及修辭學等眾多的學問都被視為是阿里率先被摡括出來。
什葉派及蘇非主義都認為穆罕默德曾經這樣評價阿里：「我是知識之城府，阿里是它的大門……」穆斯林把阿里視為伊斯蘭教的主要權威人物。阿里曾經這麼說：
|  | 凡是真主的使者領受到的啟示都會口述給我，並且要我誦讀看看。我親自把經文寫下來，他就教導我關於經文的經注學（字義註解）、塔威爾（Ta'wil，宗教註解）、納西哈（Naskh，被取代的經文）、滿蘇克（被廢止的經文）、穆塔薩比（Mutashabih，含糊的經文）及穆哈凱姆（Muhkam，顯而易見的經文），還有其他任何細微與粗略的教導…… |

著名伊斯蘭哲學家賽義德·侯賽因·納斯爾（Seyyed Hossein Nasr）認為，阿里建立的伊斯蘭神學及他的語錄包含了認主學的合理求證。學者伊本·阿比·哈迪德（Ibn Abi al-Hadid）引述道：
|  | 神學及它的課題一直也不是阿拉伯的人文科學。這一類的課題從來沒有在阿拉伯的傑出人物及人民之間傳播，希臘學者是神學的唯一解說者，阿拉伯第一位涉獵這個領域的人是阿里。 |

在後世的伊斯蘭神學裡，穆拉·薩德拉（Mulla Sadra）及其追隨者如阿拉瑪·塔巴塔拜（Allameh Tabatabaei）等人的學說都把阿里的語錄、說教視為伊斯蘭形而上學及宗教哲學的核心來源。超驗通神論（Transcendent theosophy）學派視阿里為至高無上的形而上學學家。根據亨利·科爾賓所述，《辭章之道》（Nahj al-Balagha）在公元1500年後被什葉派思想家視為最重要的信條之一，其影響力可見於阿拉伯語的專門術語，這些術語可在希臘語譯為阿拉伯語的文學及哲學譯本上找到。
阿里亦是阿拉伯文學的學者及阿拉伯語語法及修辭學方面的開拓者。他的言語、說教及信件為後世提供了文學措辭的示範。阿里大量的短語成為伊斯蘭大眾文化的一部分，在日常生活裡常被當作格言及諺語使用。這些語錄、信件成為文學作品的準則，被集結成多種語言的詩經。在八世紀，一些文學作家如阿布德·哈米德·伊本·葉海亞·阿米里（'Abd al-Hamid ibn Yahya al-'Amiri）等指出阿里的說教及言語是無與倫比的修辭法，九世紀的查希茲（Al-Jahiz）亦作出類同的主張。倭馬亞王朝底萬的官員都背誦阿里的說教以改善修辭技巧。《辭章之道》是從文學角度上節錄阿里語錄的著作，正如編纂者在該著作的前言所說的一樣。除此之外，其他的文學、歷史及宗教文獻裡亦收錄了大量阿里的語錄、禱文、信件等。
此外，一些隱秘的學問如伊斯蘭數秘術、阿拉伯字母的象徵意義等據說都是阿里創立的。

### 作品
關於阿里的講話、說教及語錄的編纂被匯編成以下幾本著作：
- 《辭章之道》（Nahj al-Balagha；英語：Way of Eloquence）收錄了阿里的一些具文學修辭價值的說教、信件及語錄，由謝里夫·拉迪（Al-Sharif al-Radi）匯編而成。雖然文稿的真實性仍存疑，但近來的一些學者認為絕大部分的內容的確是出自阿里的[137]。此書在阿拉伯文學裡的地位顯赫，被視為伊斯蘭重要的知性、政治及宗教著作[1][146]。一些《辭章之道》的評註作品出自什葉派及遜尼派，如伊本·阿比·哈迪德的評註及穆罕默德·阿卜杜德的評註。
- 《祈求》，威廉·奇蒂克（William Chittick）譯[147]。
- 《金玉良言》（Ghurar al-Hikam wa Durar al-Kalim），由阿布德·瓦黑德·阿麥迪（Abd al-Wahid Amidi）匯編而成，收錄了超過萬句阿里短語[148]。
- 《阿里·本·阿比·塔利卜詩經》（Divan-i Ali ibn Abi Talib）[2]

## 後裔
阿里有多名妻子，法蒂瑪是他的至愛。哈桑、侯賽因、宰納白及烏姆都是法蒂瑪所出。阿里其他較著名的兒子有阿巴斯·伊本·阿里（Al-Abbas ibn Ali）及穆罕默德·伊本·哈納菲耶（Hanafiyyah）。
哈桑生於公元625年，是什葉派的第二代伊瑪目，擔任哈里發一職長達六個月。在伊斯蘭曆50年，他被他的一名家族成員毒殺，歷史學家認為那位家族成員是被穆阿維葉一世指使的。
侯賽因生於公元626年，是什葉派的第三代伊瑪目。他被穆阿維葉一世施壓及迫害。在680年穆哈蘭姆月的第十天，他與一些追隨者參與卡爾巴拉戰役，對抗哈里發的軍隊，侯賽因一方幾乎被全殲。他的遇難日被稱為阿舒拉節，是什葉派穆斯林的哀悼節日。在卡爾巴拉戰役被殺的還有阿里的另一些兒子，塔百里在他的著作裡寫下了他們的名字，包括出自烏姆·巴寧的四名兒子：侯賽因的持旗手阿巴斯、賈法爾、阿卜杜拉及奧斯曼。一些歷史學家又補充了其他在卡爾巴拉戰死的阿里兒子，包括易卜拉欣、歐瑪爾及阿卜杜拉·伊本·阿斯賈爾。
出自法蒂瑪的子裔被稱為謝里夫（Sharif）或賽義德（Sayyid），這是阿拉伯語裡的敬語，意指「高貴的」，賽義德則具有「大人」的意思。作為穆罕默德僅有的後裔，他們都受到遜尼派及什葉派的尊崇，差別在於什葉派更為重視他們。

## 觀點

### 穆斯林的觀點
除了穆罕默德以外，沒有人在伊斯蘭歷史裡能夠像阿里這樣書寫了這麼多的阿拉伯文。阿里受到所有穆斯林的尊重，他是最初的穆斯林及阿訇（伊斯蘭學者），在宗教信仰、伊斯蘭法學及歷史上的知識非常淵博，又以勇氣見稱。

#### 什葉派
什葉派把阿里視為繼穆罕默德以後最重要的人物。據什葉派所說，穆罕默德在生前多次表示阿里在他逝世後應成為穆斯林的領袖，大量的聖訓證實了這一點，包括胡木之池聖訓、兩個重大事物聖訓、筆與紙聖訓、邀請親族聖訓及十二繼承人聖訓。值得一提的還有斗篷聖訓，這個聖訓經常被引用來說明穆罕默德對阿里及家人的想法：
|  | 一天早上，穆罕默德穿著一件以駱駝黑色毛髮造成的條紋斗篷，他將孫兒哈桑置在斗篷之下，另一名孫兒侯賽因出現，他又將侯賽因置在斗篷之下。接著陸續出現的法蒂瑪、阿里也被穆罕默德置在斗篷之下，穆罕默德接著說道：「真主只要求你們遠離不貞潔，家族的成員們！洗滌你們的身心，使你們達致純潔吧。」 |

這個觀點認為，穆罕默德的繼承者阿里不僅公正地管治穆斯林，也闡釋了沙里亞法規及它深奧的含義。阿里因而被視之為不受錯誤、惡行所約束，真主是透過穆罕默德而任命阿里。根據什葉派的見解，阿里與穆罕默德都被稱為「完美的人」。
什葉派朝聖者通常都會到納傑夫的聖地伊瑪目阿里清真寺，在那裡朝拜並誦讀「吉亞拉特安拉至上」。在薩非王朝時，阿里的墓地成為了焦點所在，如伊斯瑪儀一世前往納傑夫及卡爾巴拉的朝聖之旅。

#### 遜尼派
當代的遜尼派穆斯林普遍都尊重阿里為聖裔的一員及最後一任正統哈里發，又認為他是伊斯蘭教其中一名最有影響力及最受尊重的人物。根據史實所載，阿里被倭馬亞王朝時期的清真寺儀式詛咒，這種做法在歐麥爾·伊本·阿卜杜勒阿齊茲時才被廢止。阿里又是十位被認為生活在伊斯蘭天堂的人物之一。

#### 蘇非主義
幾乎所有的蘇非主義教團都透過阿里來追尋他們與穆罕默德的血緣關係，除了納黑希班底（Naqshbandi）通過巴克爾來追尋。阿里的曾曾孫加法爾·薩迪克（Ja'far al-Sadiq）也是蘇非主義教團的一員。遜尼派及什葉派的蘇非主義都相信阿里承繼了穆罕默德聖徒（Wali）的力量，得以與真主進行精神交流。

#### 神靈
一些教派（如阿拉維派）認為阿里是一位神靈或真主的化身。他們被主流的伊斯蘭學者稱為「誇張者」。雖然這些教派將人類值得稱許的特性誇張化，但他們的傳統伊斯蘭思想都與一般的伊斯蘭教無異。據說阿里在生的時候曾經禁止人們崇拜他。

### 非穆斯林的觀點
一些非穆斯林的學者如愛德華·吉本、威廉·繆爾（William Muir）都讚揚阿里，而亨利·拉芒（Henri Lammens）則對阿里持有負面的看法。
詩人紀伯倫·哈利勒·紀伯倫則作出這樣的觀點：「我認為阿里是第一位能夠與普世靈魂接觸及交流的阿拉伯人。他在禱告時死亡，可說是殉道而死。阿拉伯人一直不理解他的價值，直至什葉派波斯人的出現，他們深明寶石與石子的分別。」

## 史學
研究阿里生平的一次文獻是古蘭經、聖訓及其他早期伊斯蘭歷史的文本。二次文獻包括遜尼派及什葉派穆斯林的著作、阿拉伯基督徒及印度人的著作、中東及亞洲地區一些非穆斯林的著作以及現代西方學者的一些著作。一些早期的伊斯蘭文獻出處被歪曲成某程度上對阿里的正面或負面取態。
較早期的一些西方學者有一種普遍的取向，就是不接受較後時期的記述，因這些記敍傾向於遜尼派或什葉派的主張。這些學者視他們的著作是後來捏造出來的，他們視這些記述為不可靠或無關緊要的。史學家萊昂內·卡埃塔尼（Leone Caetani）認為對阿卜杜拉·伊本·阿巴斯及阿伊莎歷史記述多數是虛假的，這些記述都沒有經過一些早期的歷史彙集者如伊本·伊斯哈格等人的傳述。維爾法特·馬德隆不贊同這種無差別地摒棄所有沒有包括早期來源文獻的做法，他認為萊昂內·卡埃塔尼的做法自相矛盾。馬德隆及較後期的史學家不會否定後期編纂的記述，他們嘗試去剖析歷史的背景及與事件人物的相容性來判斷。
阿拔斯王朝崛起時，著作不多，而且大部分的記述都是口述的。在這個時期之前最著名的作品是阿里的朋友蘇萊曼·伊本·卡伊斯所寫的《蘇萊曼·伊本·卡伊斯之書》。紙張被引入到穆斯林社會後，大量的專著在公元750至950年間湧現。據魯賓遜所言，至少有二十一部專著撰寫隋芬之戰。阿布·米赫納夫是這時期最著名的作家，他試圖收集所有的記述。九世紀及十世紀的史學家收集、篩選及編匯這些可靠的記述，但大部分的專著都已失落，除了少數被一些後來的作品所採用，如穆罕默德·伊本·賈里爾·塔百里的《先知及國王的歷史》。
伊拉克的什葉派穆斯林都積極於參與專著的寫作，但大部分皆已失落。另外，在八世紀至九世紀，阿里的後裔如穆罕默德·巴基爾及加法爾·薩迪克（Ja'far al-Sadiq）陳述阿里的語錄及記載，這些語錄及記載被集結成什葉派的聖訓書籍。十世紀後的什葉派作品都是關於十四位不會犯錯的人及十二伊瑪目，這個範疇最早的現存作品及重要典籍是謝赫·穆菲德（Al-Shaykh Al-Mufid）的《導師之經》。作者在該書的第一部分詳細描述了阿里的事跡。另有一些書籍從宗教角度描述了阿里的角色，這些作品都是史學的一部分。

### 引用
1. 1 2 3 4 5 6 7 8 9 10 11 12 13 14 15 16 17 18 19 20  Seyyed Hossein Nasr. . . Encyclopaedia Britannica, Inc.   [2009-09-15]. （原始内容存档于2007-10-18）.
2. 1 2 3 4 5 6 7  . .   [2009-09-15]. （原始内容存档于2007-08-12）.
3. 1 2 3 4  Josef W. Meri. . Routledge. 2005年: 第36頁. ISBN 0-415-96690-6 （英语）.
4. ↑  Rudi Rajendra、Gisela T. Kaplan. . Marshall Cavendish. 2003年: 第115頁. ISBN 0-7614-1665-X （英语）.
5. ↑  Farid Esack. . Farid Esack. 2005年: 第54頁. ISBN 1-85168-354-2 （英语）.
6. ↑  Medieval Islamic Civilization: An Encyclopedia，第37頁
7. ↑  Michael Dumper、Bruce E. Stanley. . ABC-CLIO. 2006年: 第268頁. ISBN 1-57607-919-8 （英语）.
8. ↑  Wilferd Madelung. . Cambridge University Press. 1997年: 第309–310頁. ISBN 0-521-64696-0 （英语）.
9. ↑  Ergun Mehmet Caner、Richard Land. . Kregel Publications. 2009年: 第39頁. ISBN 0-8254-2428-3 （英语）.
10. ↑  Abdel Rahman Azzam. . Devin-Adair Co. 1964年: 第18頁 （英语）.
11. ↑  Shahid Ashraf. . Anmol Publications PVT. LTD. 2004年: 第309頁. ISBN 81-261-1940-3 （英语）.
12. ↑  Encyclopaedia of Holy Prophet and Companions，第5頁
13. ↑  Yousuf N. Lalljee. . TTQ, INC. 2003年: 第122頁. ISBN 0-940368-02-1 （英语）.
14. ↑  Encyclopedia of Holy Prophet and Companions，第6頁
15. ↑  Maxime Rodinson. . Tauris Parke Paperbacks. 2002年: 第46頁. ISBN 1-86064-827-4 （英语）.
16. ↑  M. A. Cook. . Oxford University Press. 1983年: 第16頁. ISBN 0-19-287605-8 （英语）.
17. ↑  Encyclopedia of Holy Prophet and Companions，第7頁
18. 1 2  M. Ali Lakhani、Reza Shah-Kazemi、Leonard Lewisohn. . World Wisdom, Inc. 2006年: 第147頁. ISBN 1-933316-26-8 （英语）.
19. ↑  Reza Shah-Kazemi. . I.B.Tauris. 2007年: 第14頁. ISBN 1-84511-526-0 （英语）.
20. ↑  Craig Winn. . CricketSong Books. 2004年: 第229頁. ISBN 0-9714481-2-4 （英语）.
21. ↑  William Montgomery Watt. . Oxford University Press. 1953年: 第xii頁 （英语）.
22. ↑  A. A. Razwy. . World Federation of K S I Muslim Communities Islamic Centre. 1997年: 第33頁. ISBN 0-950987-91-3 （英语）.
23. ↑  Aryeh Graboïs. . Octopus. 1980年: 第528頁 （英语）.
24. ↑  Hamid Naseem Rafiabadi. . 第3冊. Sarup & Sons. 2007年: 第443頁. ISBN 81-7625-732-X （英语）.
25. ↑  古蘭經，26:214 的存檔，存档日期2009-11-25.
26. ↑  Afzal-ur-Rahman. . Muslim Schools Trust. 1981年: 第23頁. ISBN 0-907052-14-2 （英语）.
27. ↑  Linda S. Walbridge. . Wayne State University Press. 1996年: 第29頁. ISBN 0-8143-2675-7 （英语）.
28. ↑  Washington Irving. . Kessinger Publishing. 2004年: 第45頁. ISBN 0-7661-8519-2 （英语）.
29. ↑  Encyclopedia of Holy Prophet and Companions，第16-26頁
30. ↑  Dale Hoiberg、Indu Ramchandani. . Popular Prakashan. 2000年: 第47頁. ISBN 0-85229-760-2 （英语）.
31. ↑  古蘭經，2：207 的存檔，存档日期2010-12-04.
32. ↑  Encyclopedia of Holy Prophet and Companions，第30-32頁
33. ↑  UmmahNet.com. . Scribd.   [2009-09-17]. （原始内容存档于2010-01-01） （英语）.
34. ↑  古蘭經，33：33 的存檔，存档日期2011-08-23.
35. ↑  . Scribd.   [2009-09-18]. （原始内容存档于2009-01-26） （英语）.
36. ↑  Martin Lings. . Islamic Texts Society. 1983年: 第168頁. ISBN 0-04-297042-3 （英语）.
37. ↑  Laurence Galian. . Quiddity. 2003年: 第159頁. ISBN 0-9679458-0-1 （英语）.
38. ↑  Everett Jenkins. . McFarland. 1999年: 第7頁. ISBN 0-7864-0431-0 （英语）.
39. ↑  James E. Lindsay. . Greenwood Publishing Group. 2005年: 第63頁. ISBN 0-313-32270-8 （英语）.
40. ↑  James E. Lindsay. . Greenwood Publishing Group. 2005年: 第248–2498頁. ISBN 0-313-32270-8 （英语）.
41. ↑  Amir Taheri. . Hutchinson. 1991年: 第29頁. ISBN 0-09-174860-7 （英语）.
42. ↑  Yousuf N.Lalljee. .   [2009-09-18]. （原始内容存档于2009-02-03） （英语）.
43. ↑  Irving M. Zeitlin. . Polity. 2007年: 第134頁. ISBN 0-7456-3998-4 （英语）.
44. ↑  Salim bin Muhammad Raffi. . Kazi. 1998年: 第346頁 （英语）.
45. ↑  K.L. Kerber. . Global Vision Publishing House. 2002年: 第320頁 （英语）.
46. ↑  Eva Baer. . BRILL. 1989年: 第645頁. ISBN 90-04-08962-4 （英语）.
47. ↑  A restatement of the history of Islam & Muslims c.e. 570 to 661，第206頁
48. ↑  古蘭經，3：59 的存檔，存档日期2011-03-11.
49. 1 2  古蘭經，3：61 的存檔，存档日期2011-03-11.
50. ↑  Martijn Theodoor Houtsma. . BRILL. 1987年: 第86頁. ISBN 90-04-08265-4 （英语）.
51. ↑  Sayyid Mohammad Hosayn Tabatabaei. . Almizan.org.   [2009-09-19]. （原始内容存档于2009-08-14） （英语）.
52. ↑  M. Darrol Bryant、S. A. Ali. . Paragon House. 1998年: 第2510頁. ISBN 1-55778-764-6 （英语）.
53. ↑  Maria Massi Dakake. . State University of New York Press. 2008年: 第39–40頁. ISBN 0-7914-7034-2 （英语）.
54. ↑  Jaʻfar Subḥānī、Reza Shah-Kazemi. . I.B.Tauris. 2001年: 第105頁. ISBN 1-86064-780-4 （英语）.
55. ↑  The Charismatic Community: Shi'ite Identity in Early Islam，第43-48頁
56. ↑  The Charismatic Community: Shi'ite Identity in Early Islam，第33-35頁
57. ↑  Wilferd Madelung. . Cambridge University Press. 1998年: 第253頁. ISBN 0-521-64696-0 （英语）.
58. ↑  M. A. Muqtedar Khan. . Lexington Books. 2006年: 第124頁. ISBN 0-7391-0645-7 （英语）.
59. ↑  Michael M. J. Fischer. . Univ of Wisconsin Press. 2003年: 第14頁. ISBN 0-299-18474-9 （英语）.
60. ↑  Linda S. Walbridge. . Wayne State University Press. 1996年: 第29頁. ISBN 0-8143-2675-7 （英语）.
61. ↑  Youssef M. Choueiri. . Wiley-Blackwell. 2005年: 第52頁. ISBN 1-4051-0681-6 （英语）.
62. 1 2  The Succession to Muhammad: A Study of the Early Caliphate，第43頁
63. ↑  Iran: from religious dispute to revolution，第260頁
64. ↑  Dale Hoiberg、Indu Ramchandani. . Popular Prakashan. 2000年: 第79頁. ISBN 0-85229-760-2 （英语）.
65. ↑  布哈里聖訓實錄，5.57.50 的存檔，存档日期2009-10-15.
66. ↑  Mohamad Jawad Chirri. . The Islamic Center of America. 1982年 （英语）.
67. ↑  Farhad Daftary、Institute of Ismaili Studies. . I.B.Tauris. 2005年: 第6–7頁. ISBN 1-84511-091-9 （英语）.
68. ↑  Mansoor Moaddel. . University of Chicago Press. 2005年: 第73頁. ISBN 0-226-53333-6 （英语）.
69. ↑  . Nahjulbalagha.org.   [2009-09-20]. （原始内容存档于2009-09-23） （英语）.
70. ↑  Rev. Imam Muhammad A.H. Karoub. . Rev. Imam Muhammad A.H. Karoub. 2004年: 第70頁 （英语）.
71. ↑  . Al-islam.org.   [2009-09-20]. （原始内容存档于2012-11-30） （英语）.
72. ↑  Nisar Ahmed Faruqi. . Idarah-i Adabiyat-i Delli. 1979年: 第254頁 （英语）.
73. ↑  Karim Douglas Crow. . Pustaka Nasional Pte Ltd. 2005年: 第64頁. ISBN 9971-77-552-2 （英语）.
74. ↑  . The Statesman. 2008-07-20 （英语）.
75. ↑  Dennis J. Schmidt. . Center for Research in Translation. 1990年: 第116頁 （英语）.
76. ↑  Encyclopedia of Holy Prophet and Companions，第100-101頁
77. ↑  Dilip Hiro. . Routledge. 2002年: 第11–12頁. ISBN 0-415-28802-9 （英语）.
78. ↑  The Succession to Muhammad: A Study of the Early Caliphate，第70-72頁
79. ↑  The succession to Muḥammad: a study of the early Caliphate，第87-88頁
80. ↑  The succession to Muḥammad: a study of the early Caliphate，第104頁
81. ↑  A. J. Cameron. . Routledge. 1973年: 第52頁. ISBN 0-7189-0962-3 （英语）.
82. ↑  Martin Hinds、Jere L. Bacharach、Lawrence I. Conrad、Patricia Crone. . Darwin Press. 1996年: 第52頁. ISBN 0-87850-109-6 （英语）.
83. ↑  The succession to Muḥammad: a study of the early Caliphate，第108-109頁
84. ↑  The succession to Muḥammad: a study of the early Caliphate，第107、111頁
85. ↑  The succession to Muḥammad: a study of the early Caliphate，第334頁
86. ↑  Medieval Islamic Civilization: An Encyclopedia，第37頁
87. ↑  Philip Khûri Hitti. . Macmillan. 1951年: 第177頁 （英语）.
88. ↑  Muhammad Hamidullah. . Pakistan Hijra Council. 1988年: 第71頁 （英语）.
89. 1 2  The succession to Muḥammad: a study of the early Caliphate，第141-145頁
90. 1 2  Encyclopedia of Holy Prophet and Companions，第119-120頁
91. ↑  Encyclopaedia Iranica，第842頁
92. ↑  Abdur Rashid. . Ferozsons. 2001年: 第39頁. ISBN 969-0-01691-1 （英语）.
93. ↑  The Succession to Muhammad: A Study of the Early Caliphate，第148-149頁
94. 1 2  Encyclopedia of Holy Prophet and Companions，第121頁
95. ↑  The Succession to Muhammad: A Study of the Early Caliphate，第150、264頁
96. ↑  William L. Cleveland. . Westview Press. 2000年: 第15頁. ISBN 0-8133-3489-6 （英语）.
97. ↑  Antony Best、Jussi Hanhimaki. . Routledge. 2008年: 第465頁. ISBN 0-415-43896-9 （英语）.
98. ↑  Moojan Momen. . Yale University Press. 1985年: 第63頁. ISBN 0-300-03531-4 （英语）.
99. ↑  Iran: from religious dispute to revolution，第23頁
100. ↑  Mircea Eliade、Charles J. Adams. . Macmillan. 1987年: 第205頁. ISBN 0-02-909700-2 （英语）.
101. ↑  The Succession to Muhammad: A Study of the Early Caliphate，第147-148頁
102. ↑  Bernard Lewis. . University of Chicago Press. 1991年: 第214頁. ISBN 0-226-47693-6 （英语）.
103. ↑  Francis Robinson. . Cambridge University Press. 1999年: 第18頁  [2009-09-22]. ISBN 0-521-66993-6. （原始内容存档于2014-07-14） （英语）.
104. ↑  Ira Marvin Lapidus. . Cambridge University Press. 2002年: 第47頁. ISBN 0-521-77933-2 （英语）.
105. ↑  
Medieval Islamic Civilization: An Encyclopedia，第168頁
106. ↑  N. S. Kirabaev. . CRVP. 2002年: 第144頁. ISBN 1-56518-133-6 （英语）.
107. ↑  Inc Icon Group International. . Inc Icon Group International. 2008年: 第153頁. ISBN 0-546-67283-3 （英语）.
108. ↑  Fátima Mernissi. . Perseus Books. 1992年: 第41頁. ISBN 0-201-63221-7 （英语）.
109. ↑  Ebenezer Cobham Brewer. . J. B. Lippincott. 1891年: 第239頁 （英语）.
110. ↑  Ṭabarī、Adrian Brockett. . SUNY Press. 1997年: 第169頁  [2009-09-22]. ISBN 0-7914-2391-3. （原始内容存档于2014-07-14） （英语）.
111. ↑  Gavin Young. . Collins. 1977年: 第44頁. ISBN 0-00-216713-1 （英语）.
112. ↑  Mufti M. Mukarram Ahmed. . Anmol Publications PVT. LTD. 2005: 第314–316頁  [2009-09-23]. ISBN 81-261-2339-7. （原始内容存档于2014-07-14） （英语）.
113. ↑  Islamic Cultural Centre. . 第38冊. Islamic Cultural Centre. 1994年: 第95頁 （英语）.
114. ↑  The sacred foundations of justice in Islam: the teachings of ʻAlī ibn Abī Ṭālib，第148頁
115. ↑  Philip Khuri Hitti. . Gorgias Press LLC. 2004年: 第432頁. ISBN 1-59333-119-3 （英语）.
116. ↑  Gerald R. Hawting. . Routledge. 2000年: 第30頁. ISBN 0-415-24073-5 （英语）.
117. ↑  The Succession to Muhammad: A Study of the Early Caliphate，第241-259頁
118. ↑  The Succession to Muhammad: A Study of the Early Caliphate，第267-269、293-307頁
119. 1 2  The Succession to Muhammad: A Study of the Early Caliphate，第309頁
120. ↑  Reza Shah-Kazemi. . I.B.Tauris. 2007年: 第81頁. ISBN 1-84511-526-0 （英语）.
121. ↑  Seyyed Vali Reza Nasr、 Hamid Dabashi. . SUNY Press. 1989年: 第75頁. ISBN 0-88706-843-X （英语）.
122. ↑  Ann K. S. Lambton. . I.B.Tauris. 1991年: 第xix及xx頁. ISBN 1-85043-293-7 （英语）.
123. ↑  Ṭabarī, Michael G. Morony. . SUNY Press. 1987年: 第22頁  [2009-09-23]. ISBN 0-87395-933-7. （原始内容存档于2014-07-14） （英语）.
124. ↑  Jhon Kelsay. . Westminster John Knox Press. 1993年: 第92頁. ISBN 0-664-25302-4 （英语）.
125. ↑  出版社: 新华出版社 出版年: 1980年8月 定价: 0.66元 统一书号: 11203-008
126. ↑  Laurence Galian. . Quiddity. 2003年: 第225頁. ISBN 0-9679458-0-1 （英语）.
127. ↑  John R. Ballard. . Greenwood Publishing Group. 2006年: 第29頁. ISBN 0-275-99055-9 （英语）.
128. ↑  Paul Clammer. . Lonely Planet. 2007年: 第152頁. ISBN 1-74059-642-0 （英语）.
129. ↑  The Succession to Muhammad: A Study of the Early Caliphate，第313-314頁
130. ↑  David W. Del Testa, Florence Lemoine、John Strickland. . Greenwood Publishing Group. 2001年: 第128頁. ISBN 1-57356-153-3 （英语）.
131. ↑  Muḥammad Ḥusayn Ṭabāṭabāʼī、Seyyed Hossein Nasr. . Allen and Unwin. 1975年: 第195頁. ISBN 0-04-297033-4 （英语）.
132. ↑  Tarek Fatah. . J. Wiley & Sons Canada. 2008年: 第159頁. ISBN 0-470-84116-8 （英语）.
133. ↑  Gustave Louis M. Strauss. . 1858年: 第68頁 （英语）.
134. ↑  The Succession to Muhammad: A Study of the Early Caliphate，第334頁
135. ↑  The Succession to Muhammad: A Study of the Early Caliphate，第309-310頁
136. 1 2  Medieval Islamic Civilization: An Encyclopedia，第36-37頁
137. ↑  Alice C. Hunsberger. . I.B.Tauris. 2000年: 第62頁. ISBN 1-85043-919-2 （英语）.
138. ↑  Henry Corbin. . London: Kegan Paul International in association with Islamic Publications for The Institute of Ismaili Studies. 1993年: 第46頁. ISBN 0-7103-0416-1 （英语）.
139. ↑  Seyyed Hossein Nasr. . SUNY Press. 2006年: 第120頁. ISBN 0-7914-6799-6 （英语）.
140. ↑  Seyyed Hossein Nasr、Oliver Leaman. . Routledge. 1996年: 第136頁. ISBN 0-415-13159-6 （英语）.
141. ↑  History of Islamic Philosophy，第35頁
142. ↑  Faqīr Sayyid Vaḥīduddīn、Faiz̤ Aḥmad Faiz. . Atish Fishan Publications. 1989年: 第155頁 （英语）.
143. ↑  Riad Aziz Kassis. . BRILL. 1999年: 第4頁. ISBN 90-04-11305-3 （英语）.
144. ↑  "حفظت سبعين خطبة من خطب الاصلع ففاضت ثم فاضت ) ويعني بالاصلع أمير المؤمنين عليا عليه السلام"مقدمة في مصادر نهج البلاغة （页面存档备份，存于）
145. ↑  Murtadha Mutahhari. .   [2009-09-24]. （原始内容存档于2012-07-19） （英语）.
146. ↑  Ali ibn Abi Talib. . Muhammadi Trust. 1990年. ISBN 0-9506986-4-4 （英语）.
147. ↑  Justice and Remembrance: Introducing the Spirituality of Imam Al，第4頁
148. ↑  Encyclopaedia of Islam，第332-333頁
149. ↑  Allameh Tabatabaei. . 1979年: 第194頁 （英语）.
150. ↑  Tafsir al-Mizan，第196-201頁
151. ↑  . Aashura.tripod.co.   [2009-09-24]. （原始内容存档于2009-01-04） （英语）.
152. ↑  Abdul Hameed Siddiqui. . Sh. Muhammad Ashraf. 1971年: 第1293頁 （英语）.
153. ↑  Federal Research Division. . Kessinger Publishing. 2004年: 第45頁. ISBN 1-4191-3829-4 （英语）.
154. ↑  Peter Bernard Clarke. . 2009年: 第548頁. ISBN 0-19-927979-9 （英语）.
155. ↑  Richard C. Martin. . Macmillan Reference USA. 2003年: 第36頁. ISBN 0-02-865604-0 （英语）.
156. ↑  Icon Group International, Inc. . Icon Group International, Inc. 2008年: 第385頁. ISBN 0-546-66386-9 （英语）.
157. ↑  The Oxford dictionary of Islam. . Oxford University Press US. 2004年: 第95頁. ISBN 0-19-51255-92 （英语）.
158. ↑  Heinz Halm. . Edinburgh University Press. 2004年: 第154–159頁. ISBN 0-7486-1888-0 （英语）.
159. ↑  Edward Gibbon. . London. 1911年: 第381–382頁 （英语）.：「阿里的熱誠及德行之高後無來者，詩人、戰士及聖人集於一身，一些道德及宗教語錄依舊散發著他的智慧。阿里的對手們無論在口舌及刀劍之爭上無一不折服於他的口才和英勇。自阿里肩負重任的一刻直至入土為安的最後一刻，他的一位朋友都沒有遺忘阿里，他欣然地稱呼他的兄弟、忠實的艾倫為第二位摩西。」
160. ↑  William Muir. . Smith, Elder. 1878年: 第250頁 （英语）.稱阿里是「明智、溫情及信任友誼，年少時已向先知奉獻心靈和靈魂。阿里性情單純、溫和且不追名逐利，他在晚年就任統治著半個穆斯林世界，然而他對此其實並無所求。」
161. ↑  . Rome and Paris: Scripta Pontificii Instituti Biblici. 1912 （英语）.
162. ↑  George Jordac、M. Fazal Haq. . Ansariyan. 1990年 （英语）.
163. ↑  The Succession to Muhammad: A Study of the Early Caliphate，第xi、19-20頁
164. ↑  The Charismatic Community: Shi'ite Identity in Early Islam，第270頁
165. ↑  Chase F. Robinson. . Cambridge University Press. 2003年: 第28、34頁. ISBN 0-521-62936-5 （英语）.
166. ↑  Rasul Ja'fariyan. . Message of Thaqalayn.   [2009-09-25]. （原始内容存档于2009-09-27） （英语）.

## 外部連結
- 伊瑪目阿里號召力的秘密 （页面存档备份，存于）
- 阿里·本·阿比·塔利卜 伊朗百科全書
- 阿里 （页面存档备份，存于） 線上大英百科全書

阿里的一些重要書信及說教
- 伊瑪目阿里·本·阿比·塔利卜 Archive.today的存檔，存档日期2012-12-04 辭章之道
- 給埃及統治者馬利克·阿斯塔的指示 （页面存档备份，存于） （聯合國法律委員會成員國經投票後認為這應被視為國際法的一個來源） 聯合國與伊瑪目里法規
- 給阿里之子哈桑的建議 （页面存档备份，存于）
- 185個關於安拉的說教 （页面存档备份，存于）
- 阿里·本·阿比·塔利卜 （页面存档备份，存于）

什葉派傳記作品
- 大主教阿里·本·阿比·塔利卜的生平 （页面存档备份，存于）
- 伊瑪目阿里的生平
- 穆民的領袖

遜尼派傳記作品
- 哈里發阿里·本·阿比·塔利卜 （页面存档备份，存于）
- 南加州大學網站
- 阿里·本·阿比·塔利卜

| 阿里·本·阿比·塔利卜 四大哈里發出生于：601年逝世於：661年 | 阿里·本·阿比·塔利卜 四大哈里發出生于：601年逝世於：661年 | 阿里·本·阿比·塔利卜 四大哈里發出生于：601年逝世於：661年 |
| 伊斯蘭教遜尼派頭銜                                       | 伊斯蘭教遜尼派頭銜                                       | 伊斯蘭教遜尼派頭銜                                       |
| -------------------------------------------------------- | -------------------------------------------------------- | -------------------------------------------------------- |
| 前任者： 奧斯曼一世                                      | 伊斯蘭教第四代哈里發 656年－661年                        | 繼任者： 穆阿维叶一世                                    |
| 伊斯蘭教什葉派頭銜                                       |                                                          |                                                          |
| 前任者： 職務設立                                        | 伊斯蘭教第一代伊瑪目 644年－656年                        | 繼任者： 哈桑                                            |